# Jerzy Roszkiewicz
Jerzy Arkadiusz Roszkiewicz (ur. 13 sierpnia 1929 w Warszawie, zm. 10 maja 1998) – polski działacz samorządowy i partyjny, w latach 1976–1990 naczelnik i prezydent Kołobrzegu.

## Życiorys
Syn Władysława i Olgi. W 1948 wstąpił do Polskiej Zjednoczonej Partii Robotniczej, został absolwentem Wojewódzkiej Szkoły Partyjnej w Bydgoszczy. W latach 70. i 80. pozostawał członkiem egzekutywy Komitetu Miejskiego PZPR w Kołobrzegu, był także członkiem i przewodniczącym Komisji Skarg Komitetu Wojewódzkiego PZPR w Koszalinie. W sierpniu 1976 objął stanowisko naczelnika Kołobrzegu, 22 lutego 1985 zostało ono przekształcone w funkcję prezydenta miasta (stało się tak na podstawie rozporządzenia pomimo nieosiągnięcia liczby 50 tysięcy mieszkańców). W 1990 zakończył pełnienie funkcji, przechodząc na emeryturę.
Został pochowany na cmentarzu komunalnym w Kołobrzegu. W drugiej dekadzie XXI wieku został patronem jednej z ulic w Kołobrzegu.